# Sapromyza quadrata
Sapromyza quadrata är en tvåvingeart som beskrevs av Mario Bezzi 1908. Sapromyza quadrata ingår i släktet Sapromyza och familjen lövflugor.
Artens utbredningsområde är Eritrea. Inga underarter finns listade i Catalogue of Life.